# I Can't Stand Myself (When You Touch Me)
"I Can't Stand Myself (When You Touch Me)", também conhecida apenas como "I Can't Stand It", é uma canção escrita e gravada por James Brown em 1967. É o mais bem sucedido de várias canções que James fez com o grupo The Dapps, uma banda de músicos brancos liderados por Beau Dollar. O single, que foi alterado em seu tempo e acelerado, alcançou o número 4 da parada da Billboard R&B e número 28 da parada Pop. O Lado-B do single, "There Was a Time", também entrou nas paradas.
"I Can't Stand Myself (When You Touch Me)" foi incluída no álbum de 1968 I Can't Stand Myself When You Touch Me, onde ganhou o subtítulo de  "Pt. 1". A "Pt. 2", que aparece no mesmo álbum nunca foi lançada em single.

## Músicos
- James Brown - vocais

e The Dapps:
- Tim Hedding - orgão
- "Fat Eddie" Setser - guitarra
- Tim Drummond - baixo
- William "Beau Dollar" Bowman - bateria

## Outras versões
Brown regravou "I Can't Stand Myself (When You Touch Me)" em 1974 para o álbum Hell sob o título de "I Can't Stand It '76'", e com sintetizadores em 1998 para o álbum I'm Back. Uma versão ao vivo da canção foi incluída no álbum de 1998 Say It Live and Loud: Live in Dallas 08.26.68.
O grupo James Chance and the Contortions fizeram uma versão cover da canção em estilo no wave em 1978 no álbum compilação No New York.